# Dumbarton Castle
Dumbarton Castle is een kasteel, gelegen aan de Firth of Clyde bij Dumbarton in de Schotse regio West Dunbartonshire. Vanaf de vijfde eeuw tot 1018 was Dumbarton Rock het machtscentrum van de Britons van het koninkrijk Strathclyde. Op twee middeleeuwse bouwwerken na stammen alle overblijvende versterkingen en gebouwen uit de achttiende eeuw. Dumbarton is een verbastering van het Schots-Gaelisch Dun Breatann, fort van de Britons.

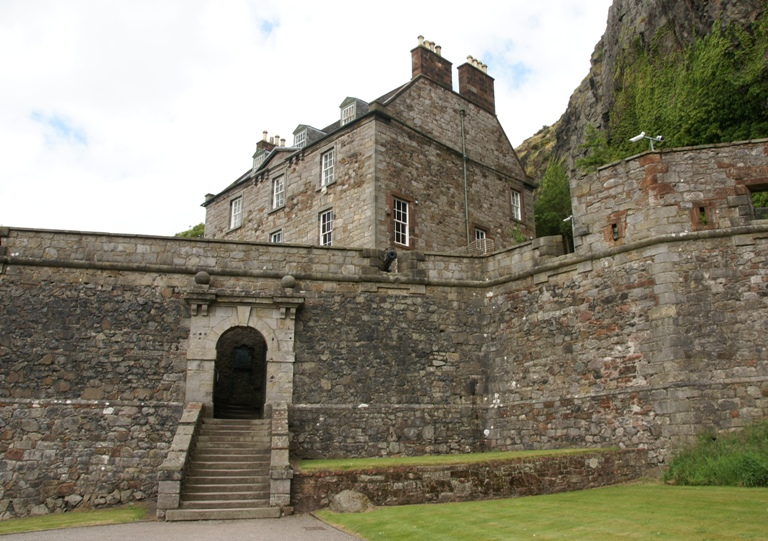
Zuidelijke hoofdingang met erachter het Governor's House.

## Geschiedenis

### Strathclyde
Dumbarton Castle is gelegen aan de Firth of Clyde, waar de rivieren de Leven en de Clyde samenkomen. Het kasteel ligt op een vulkanische rots met twee pieken, bekend onder de naam Dumbarton Rock. Vermoedelijk is deze plaats al bewoond geweest in de ijzertijd. Het koninkrijk Strathclyde had zijn belangrijkste fort op deze plaats. Dit koninkrijk ontstond in de vijfde eeuw of wellicht eerder. Rond 450 moet er een nederzetting zijn geweest, die de naam Alt Clut had. Rond deze tijd schreef Sint Patrick een brief aan de christelijke soldaten van koning Coroticus, i.e. Ceretic van Strathclyde, waarin zij werden vermaand voor het feit dat zij Ierse bekeerlingen hadden aangevallen en als slaaf aan de Picten verkocht hadden. Een verhaal vermeldt dat de tovenaar Merlijn aan het hof van koning Riderich verbleef aan het einde van de zesde eeuw.
Volgens Boek negen van Geoffrey van Monmouth' Geschiedenis van de Koningen van Brittannië zou koning Arthur zijn zieke neef Hoel, koning van Armorica in Alclud achter hebben gelaten, toen hij oprukte tegen de verraderlijke Saksen, die hun vredesovereenkomst hadden geschonden. Na de Slag bij Mons Badonicus keerde Arthur naar Alclud terug om zijn neef te ontzetten, die er inmiddels door de Picten en Schotten werd belegerd. De Picten en Schotten trokken toen naar Loch Lomond en gaven zich ten slotte aan Arthur over.
In 756 belegerde een leger van Picten en Northumbriërs Alt Clut; in 780 werd Alt Clut in brand gestoken.
In 870 werd de Rock of Clyde na een belegering van vier maanden door de Vikingen, aangevoerd door Olaf de Witte van Dublin en Ivar de Beenderloze, ingenomen en geplunderd. Archeologische vondsten van onder andere een zwaardheft en een loden gewicht ondersteunen deze aanwezigheid van Vikingen uit Ierland in de versterking.

### Koninklijk kasteel
In de tiende eeuw nam de macht van Strathclyde weer toe en werd verbonden met het Schotse koninkrijk. In 1034, toen Malcolm II van Schotland stierf, volgde diens kleinzoon Duncan van Strathclyde hem op als Duncan I van Schotland. Hiermee verdween Strathclyde als aparte, politieke speler. Toch werd de regio van Strathclyde nog apart geregeerd; in 1113 bestuurde prins David (de latere David II) zuidelijk Schotland inclusief Strathclyde, terwijl zijn oudere broer als Alexander I Schotland regeerde. De rol van Dumbarton Rock na 1034 is onduidelijk, al lijkt het logisch dat deze versterking niet onbemand is gebleven, vooral nadat in 1098 Argyll en de Hebriden door Edgar van Schotland moest worden overgegeven aan de koning van Noorwegen en Dumbarton Rock aan de Noorse grens kwam te liggen. Schriftelijk bewijs voor gebruik van Dumbarton Rock ontbreekt tot 1222, toen Alexander II de plaats Dumbarton tot een burgh verhief en melding maakte van een new castle (nieuw kasteel). In 1237 werd William Bisset benoemd tot eerste beheerder van het kasteel.
In 1263 vond de Slag bij Largs plaats, die noodlottig werd voor de Noren. Haakon IV van Noorwegen stierf op weg naar Noorwegen. Zijn opvolger Magnus VI sloot binnen drie jaar vrede met Alexander III; de Hebriden werden weer eigendom van Schotland.

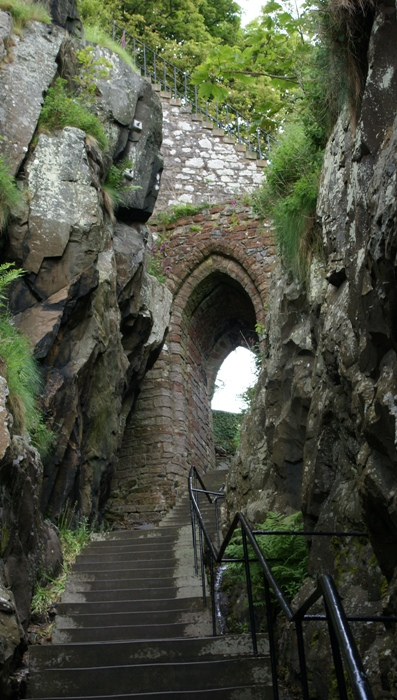
De veertiende-eeuwse Portcullis Arch, gezien vanuit het zuiden.

### Tijdens de Schotse onafhankelijkheidsoorlogen
In 1296 viel Eduard I van Engeland Schotland binnen. Ingram de Umfraville leverde Dumbarton Castle over aan de Engelsen; Alexander de Leeds werd benoemd tot beheerder. In 1297 versloeg William Wallace in de Slag bij Stirling Bridge de Engelsen. Het Engelse garnizoen van Dumbarton Castle trok zich terug. William Wallace liet drie gevangengenomen Engelse ridders, te weten William Fitzwarin, William de Ros en Marmaduke Tweng, opsluiten in Dumbarton Castle. Zij kwamen pas in 1299 vrij. Het zou mogelijk kunnen zijn, dat ook William Wallace gevangene was in dit kasteel; hij werd in 1305 nabij Glasgow gevangengenomen door John Menteith, die beheerder was van Dumbarton Castle. De claymore, die te bezichtigen is in het Wallace Monument, werd bewaard in Dumbarton Castle.
In 1329 stierf Robert the Bruce in zijn landhuis van Cardross, gelegen aan de Leven tegenover het kasteel. De Engelsen vielen Schotland weer binnen. In juli 1333 werden de Schotten in de Slag van Halidon Hill verslagen. De zoon van Robert the Bruce, David II werd samen met zijn koningin Joan in veiligheid gebracht in Dumbarton Castle. Dit was nog een van de vijf kastelen die in handen waren van de Schotten. De andere vier waren Kildrummy Castle, Loch Doon Castle, Lochleven Castle en Urquhart Castle. De eerstvolgende lente werden zij naar Frankrijk gebracht; zij keerden pas zeven jaar later terug naar Schotland.

### Onder de Stewarts
In 1488 werd Jacobus III vermoord. In de burgeroorlog die daarop volgde, belegerde Jacobus IV in 1489 tweemaal Dumbarton Castle, dat in handen was van de in opstand gekomen beheerder, de graaf van Lennox. De eerste poging faalde nadat het garnizoen in een aanval een deel van de stad Dumbarton in brand had gestoken. De tweede poging lukte uiteindelijk toen Mons Meg was aangevoerd uit Edinburgh Castle. In 1513 stierf Jacobus IV in de Slag bij Flodden. In 1514 wist de graaf van Lennox het kasteel in te nemen. Een jaar later, in mei 1515, veroverde de Hertog van Albany, regent van Schotland, het kasteel voor de Schotse troon en installeerde er een Frans garnizoen. De graaf van Lennox werd gevangengezet in Edinburgh Castle. In 1523 arriveerde de hertog van Albany in Dumbarton met een grote vloot van 87 schepen, 600 paarden en 5500 voetsoldaten en kanonniers en 16 kanonnen. Hij wilde Engeland binnenvallen. Deze invasie ging niet door en in mei 1524 vertrok de hertog naar Frankrijk en nam het Franse garnizoen mee.

### Mary, Queen of Scots
In september 1547 leden de Schotten een nederlaag in de Slag bij Pinkie tegen de Engelsen. In februari 1548 werd de vijfjarige Mary, Queen of Scots in veiligheid gebracht in Dumbarton Castle; haar thuis Stirling Castle werd te gevaarlijk geacht. Samen met haar moeder Maria van Guise verbleef zij zes maanden in het kasteel. In juli werden ze door vier Franse schepen naar Frankrijk gebracht. In 1561 keerde zij terug als koningin naar Schotland. Mary kwam pas in 1563 weer terug in Dumbarton Castle; op 15 juli dineerde zij er. In 1568 vluchtte ze naar Engeland. Tussen haar aanhangers en die van haar minderjarige zoon Jacobus VI van Schotland brak een burgeroorlog uit. Dumbarton Castle werd in ieder geval vanaf 1562 bemand door haar aanhangers, inclusief de aartsbisschop van St Andrews. In 1571 werd het kasteel ingenomen door een leger van 100 man geleid door kapitein Thomas Crawford of Jordanhill. De aartsbisschop werd geëxecuteerd.

### Vanaf de zeventiende eeuw
In 1652 namen de troepen van Oliver Cromwell Dumbarton Castle zonder tegenstand in. De aanwezige bronzen kanonnen werden afgevoerd. In 1654 wist een leger van koningsgezinden met succes een verrassingsaanval op het garnizoen uit te voeren. Nadat in 1660 Karel II weer op de troon zat, werd het kasteel hersteld en verbeterd. Grote verbeteringen werden pas doorgevoerd na het bezoek van generaal Wade in 1724, die de opdracht had om Schotland zodanig in te richten dat een eventuele Jacobitische opstand snel onderdrukt kon worden. Dumbarton Castle werd ondertussen nog steeds als staatsgevangenis gebruikt. In het kasteel werden onder andere Patrick Stewart, tweede graaf van Orkney (tussen 1612 en 1614) gevangen gehouden; Aeneas MacDonald, een van de zeven van Moidart, die Bonnie Prince Charlie vergezelden (1745); James Campbell of Auchinbreck; generaal Edouard François Simon, die in de Slag van Busaco was gevangengenomen tijdens de napoleontische oorlogen (1810).
In 1865 werd het kasteel officieel verlaten. In 1843 was de laatste beheerder, Lord Lynedoch, overleden. In 1909 werd het kasteel onder beheer gesteld van de Office of Works, van waaruit later Historic Scotland zou worden opgericht.

## Bouw

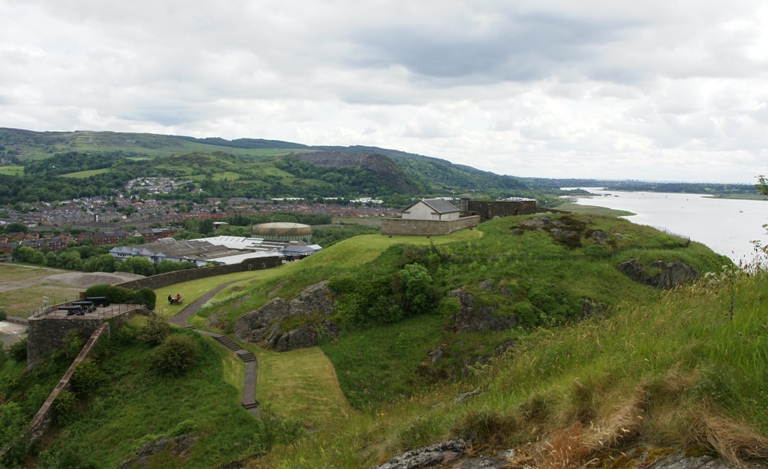
De top The Beak gezien vanaf de White Tower Crag. Links is de Duke of Argyll's Battery te zien; het witte gebouw in het midden is het kruitmagazijn.

### Zuidzijde
Dumbarton Castle werd gebouwd op Dumbarton Rock, een vulkanische rots met twee pieken, te weten White Tower Crag (74 meter) en de Beak. De twee pieken liggen min of meer oost-west. Aan de zuidzijde, tussen de twee heuvels, bevindt zich het Governor's House, dat diende als residentie voor de beheerder van het kasteel. Het werd in 1735 gebouwd door John, achtste graaf van Cassilis. In de Middeleeuwen stond hier een poortgebouw. Het Governor's House werd beschermd door de King George's Battery, die in 1735 werd gebouwd. Het wachthuis, een zogenaamd pepperpot, was een kenmerk van kapitein John Romer, de ingenieur die de batterij ontwierp. Hij ontwierp ook een aantal batterijen voor Edinburgh Castle. Aan de westzijde van het Governor's House ligt de Spur Battery, die rond 1680 werd gebouwd om de zuidelijke ommuring te beschermen.
Vanaf het Governor's House leidt een pad/trap tussen de twee heuvels naar het Guard House, een vermoedelijk zestiende-eeuws wachthuis. Iets noordelijker bevindt zich de Portcullis Arch, een vermoedelijk veertiende-eeuwse boog die de toegang vanuit het zuiden naar de top van de heuvels afsloot.

### Noordzijde
De noordzijde werd beveiligd door de Duke of York's Battery, die rond 1795 werd gebouwd. Rond 1550 was hier al de One-Gun Battery opgericht om de noordelijke hoofdingang te beschermen. Ten oosten van de batterij bevond zich de vroeg vijftiende-eeuwse Wallace Tower, een toren van vier verdiepingen, die al vóór 1800 werd vernietigd. Achter deze versterkingen bevindt zich de French Prison (Franse Gevangenis), die gebouwd werd rond 1795 en een aantal jaren later de krijgsgevangenen uit de napoleontische oorlogen huisvestte.

### Westzijde
De westelijke heuvel heeft de hoogste top, White Tower Crag geheten, van 74 meter hoog. In de middeleeuwen stond hier de White Tower (Witte Toren). Aan de westelijke flank van deze heuvel werden rond 1735 de Spanish and Bower Batteries opgericht; rond 1790 werden deze gereconstrueerd om zwaardere artillerie te kunnen dragen. Deze batterijen waren bereikbaar via een lange muur die liep vanaf de Spur Battery.

### Oostzijde
De top van de oostelijke heuvel wordt de Beak genoemd. Aan de noordzijde van deze heuvel bevindt zich de Duke of Argyll's Battery; deze batterij verving rond 1790 een lichtere batterij die Belhouse Battery heette. Aan de oostzijde ligt de Prince of Wales' Battery, die rond 1795 werd gebouwd om de Round Battery te vervangen. Aan de zuidzijde bevindt zich het Crane Bastion, gebouwd om voorraden naar boven te takelen vanaf de grond, 61 meter lager. Op de top van de heuvel ligt het kruitmagazijn, dat in 1748 werd gebouwd om 150 vaten kruit op te kunnen slaan. Het magazijn was ontworpen door ingenieur William Skinner, die ook Fort George ontwierp.

## Beheer
Dumbarton Castle wordt beheerd sinds 1909 door Historic Environment Scotland.